# Charaxes ruandana
Charaxes ruandana är en fjärilsart som beskrevs av Talbot 1932. Charaxes ruandana ingår i släktet Charaxes och familjen praktfjärilar. Inga underarter finns listade i Catalogue of Life.